# Tafi (Sprache)
Tafi (auch Tegbo) ist eine Sprache im westafrikanischen Staat Ghana mit ca. 4.400 Sprechern (2003) im zentralen Osten Ghanas in der Nähe der Grenze zu Togo. 
Sie ist die Sprache der Tafi-Volksgruppe.
In Togo sind bislang keine Sprecher von Tafi verzeichnet. 